# Милан Луковић (геолог)
Милан Т. Луковић (Краљево, 17. фебруар 1889 — Београд, 15. септембар 1972) био је српски геолог и универзитетски професор.

## Биографија
Милан Луковић је рођен 17. фебруара 1889. године у Краљеву, у занатлијској породици. Основну школу је започео у Краљеву, а завршио у Крагујевцу 1898. године. У Крагујевцу је завршио и гимназију 1907. године, и то као питомац фонда Милоша Зечевића. Студије геологије је завршио на Филозофском факултету у Београду 1911. године. Годину дана касније је почео да ради као суплент, а потом и као професор у Првој мушкој гимназији (1913-1914). Учествовао је у Балканским ратовима и у Првом светском рату. Био је рањен 1914. године током Церске битке. Повлачио се преко Албаније са српском војском. Одликован је Медаљом за храброст.Године 1916. био је пребачен у Енглеску, где је на Кембриџу водио групу српских ђака и студената. Поред овога, боравак на Кембриџу је искористио за даље усавршавање. У домовину се вратио 1920. године.
По повратку у Београд радио је прво као волонтер на Универзитету у Београду, а 1922. године постао је асистент у Геолошком заводу Филозофског факултета. На овој позицији је остао до 1925. године. Докторирао је у Београду, одбранивши дисертацију под називом Еоценска фауна молусака из области између Аралскога и Чалкарскога језера и њен значај. За ванредног професора Техничког факултета изабран је 1925, а за редовног професора Грађевинског одсека истог факултета 1938. године.
Поред дужности универзитетског професора, Луковић је предавао геологију на Вишој педагошкој школи, био шеф Рударског одсека, декан Рударског, Геолошког и Рударско-геолошког факултета. Био је ректор Техничке велике школе и шеф Катедре за инжењерску геологију и хидрогеологију све до пензионисања 1959. године. У периоду од 1935. до 1941. године био је директор Геолошког института Краљевине Југославије. За дописног члана САНУ изабран је 1950. године, а за редовног осам година касније. Био је члан председништва САНУ и секретар Одељења природно-математичких наука. Био је почасни члан Геолошког друштва Бугарске. Дописни члан ЈАЗУ постао је 1962. Године 1912. постао је члан Српског геолошког друштва, а касније је постао и његов секретар. Између 1947. и 1953. године био је председник Управног одбора Српског геолошког друштва, а касније је више година провео као члан његовог Суда части. На прослави 60 година Друштва (1951) иницирао је оснивања друштва и у другим југословенским републикама, као и стварање Савеза геолошких друштава Југославије. Уређивао је Годишњак Геолошког института Краљевине Југославије (1939-1940) и Весник Геолошког института Краљевине Југославије (1932-1940). Био је и члан Савета музеја.
Луковић је објавио око 100 стручних радова, углавном из области регионалне геологије и инжењерске геологије. Писао је о тектоници долине Јужне Мораве, тектонском склопу околине Улциња, термалним изворима Сијеринске бање. Радове је објављивао у следећим, научним часописима: Зборник Рударског и Геолошког факултета, Гласник СКА, Весник Геолошког института, Вијести Геолошког завода у Загребу, Рударски и топионички весник, Геолошки анали Балканског полуострва, Petroleum итд. Објавио је и следеће књиге: 
- Еоценска фауна молусака из области између Аралскога и Чалкарскога језера и њен значај, Београд 1924.
- Инжињерска геологија, Београд 1933.
- Анализа досадашњих радова и нови подаци о геолошком саставу и тектонском склопу терена у аутохтоној зони околине Улциња (Црна Гора), Београд 1952. (заједно са К. В. Петковићем)[3]

Преминуо је 15. септембра 1972. године у Београду.